# Julio Béjar
Julio Béjar (Almería, 1987) es un dramaturgo, poeta y director de escena español, Premio Nacional de Teatro Calderón de la Barca 2021.

## Biografía
Béjar es licenciado en Filología Hispánica, graduado en Dirección Escénica y Dramaturgia por la RESAD y posgrado en Enseignement et Recherche por la Universidad Lumière de Lyon. Dirigió el Teatro de la Vida, un hogar para las artes escénicas en el madrileño barrio de La Latina.

## Premios y reconocimientos
- Premio Ciudad de Tudela de Poesía, 2015.
- Premio de Poesía Federico Muelas, 2020.
- Premio Nacional de Teatro Calderón de la Barca por Empieza por F, 2021.[3]
- X Programa de Desarrollo de Dramaturgias Actuales del INAEM, 2022.
- X Laboratorio de Escritura Teatral de la SGAE, 2022.
- Homenaje Alumnos de la RESAD, 2022.
- Proyecto Nuevas Dramaturgias de Donostia Kultura, 2022.
- Alumno de Honor de la Universidad de Almería, 2022.

## Poesía
- Manual de uso para mudanzas (Sevilla, En Huida, 2013).
- Algo se ha movido. Antología de jóvenes poetas andaluces (Granada, Esdrújula, 2018).
- Conocimiento del medio (Ayto. Cuenca, 2020).[4]
- Trashumancia, 2022.
- Audiobarrio, 2023.

## Teatro
- Mudanzas. Estrenado en Centro Generación del 27 de Málaga, 2015.
- Aura. Editorial Fundamentos RESAD, 2018.
- 8,56 (inspirada en un salto de Yago Lamela). Editorial Acto Primero, 2019.[5] Producido por Espacio Guindalera y estrenado en el Centro Oscar Niemeyer de Avilés en 2021 y programada en el Teatro Español en mayo de 2022.
- Cuando las canciones dejen de hablar de nosotros. Producido por Teatro de la Vida, 2021.
- Empieza por F. Premio Calderón de la Barca, 2021. Publicado por el Centro de Documentación Teatral, 2022. Presentado en la sala Mirlo Blanco del Centro Dramático Nacional en octubre de 2022.
- Dummies. X Programa de Desarrollo de Dramaturgias Actuales, INAEM, 2022. [Texto completo]
- Palomares (la playa de Plutón). Publicado en el X Laboratorio de Escritura Teatral de la Fundación SGAE, 2022.
- Tara. Coproducido por la Fundación Music For All y Ayto. Almería. Estrenado en el Auditorio Maestro Padilla en enero de 2024.